# الفاز دو بورگاس
الفاز دو بورگاس (به اسپانیایی: Alfoz de Burgos) یک منطقهٔ مسکونی در اسپانیا است که در کاستیا و لئون واقع شده‌است.